# خافيير ليون
خافيير ليون (بالإسبانية: Javier León)‏ هو مصارع هاوي بيروفي، ولد في 30 يوليو 1953.

## وصلات خارجية
- خافيير ليون على موقع أوليمبيديا (الإنجليزية)